# Nadeschda Walerjewna Baschina
Nadeschda Walerjewna Baschina (russisch Надежда Валерьевна Бажина; * 29. Dezember 1987 in Pensa, Russische SFSR, UdSSR) ist eine russische Wasserspringerin. Sie ist im Kunstspringen vom 1-m- und 3-m-Brett sowie im 3-m-Synchronspringen aktiv, wo sie an der Seite von Swetlana Filippowa startet.
Baschina gewann mehrere Medaillen bei Schwimmeuropameisterschaften, darunter Gold 2006 in Budapest im 3-m-Synchronwettbewerb und 2010 an gleicher Stelle vom 3-m-Brett. Bei den Europameisterschaften 2011 in Turin gewann sie drei Silbermedaillen, bei den Europameisterschaften 2012 in Eindhoven zwei Bronzemedaillen.
2012 startete sie zum ersten Mal bei den Olympischen Spielen. In London belegte sie vom 3-m-Brett nach Platz acht im Vorkampf, im Halbfinale nur den 17. Platz und schied aus.